# Нове-Място (гмина)
Нове-Място (пол. Nowe Miasto) — городско-сельская гмина (волость) в Польше, входит как административная единица в Плоньский повет, Мазовецкое воеводство. Население — 4786 человек (на 2004 год). Административный центр — город Нове-Място.

## Демография
| Перепись                       | Всего   | Всего | Женщины | Женщины | Мужчины | Мужчины |
| ------------------------------ | ------- | ----- | ------- | ------- | ------- | ------- |
| Единицы                        | человек | %     | человек | %       | человек | %       |
| Население                      | 4786    | 100   | 2352    | 49,1    | 2434    | 50,9    |
| Плотность населения (чел./км²) | 40,4    | 40,4  | 19,9    | 19,9    | 20,6    | 20,6    |

## Поселения
1. Адамово
2. Александря
3. Анелин
4. Белин
5. Чарноты
6. Гавлово
7. Гавлувек
8. Госцимин-Вельки
9. Грабе
10. Гуцин
11. Хенрыково
12. Янополе
13. Южин
14. Южинек
15. Кадлубувка
16. Каролиново
17. Кубице
18. Лятонице
19. Мишево-Б
20. Мишево-Вельке
21. Модзеле-Бартломее
22. Нове-Място-Фольварк
23. Новосюлки
24. Попельжын-Дольны
25. Пшепитки
26. Ростки
27. Салёмонка
28. Щавин
29. Томашево
30. Владыславово
31. Вулька-Щавиньска
32. Закобель
33. Засоне
34. Завады-Б
35. Завады-Старе
36. Жолендово

## Соседние гмины
1. Гмина Йонец
2. Гмина Насельск
3. Гмина Сохоцин
4. Гмина Соньск
5. Гмина Сверче